# Elissa (voilier)
L’Elissa est un trois-mâts barque, à coque acier, construit en 1877. Il est l'un des plus vieux voiliers qui naviguent encore aujourd'hui.
Il est actuellement amarré au port de Galveston au Texas.
Depuis 1990 il est inscrit comme National Historic Landmark (monument historique) par le National Trust for Historic Preservation.

## Histoire
Il a été construit à Aberdeen en Écosse pour servir de cargo sous pavillon britannique, au moment où les bateaux à vapeur commençaient à concurrencer la voile.
L’Elissa a été lancé en octobre 1877. Selon les descendants de son constructeur Henry Fowler Watt, ce voilier doit son nom à Elissa, reine de Carthage (en français, la reine Didon) des poèmes épiques de l'Énéide de Virgile.
L’Elissa a une coque en acier, un pont en teck et les mâts en sapin de Douglas. Les 19 voiles d'origine venaient du Maine.

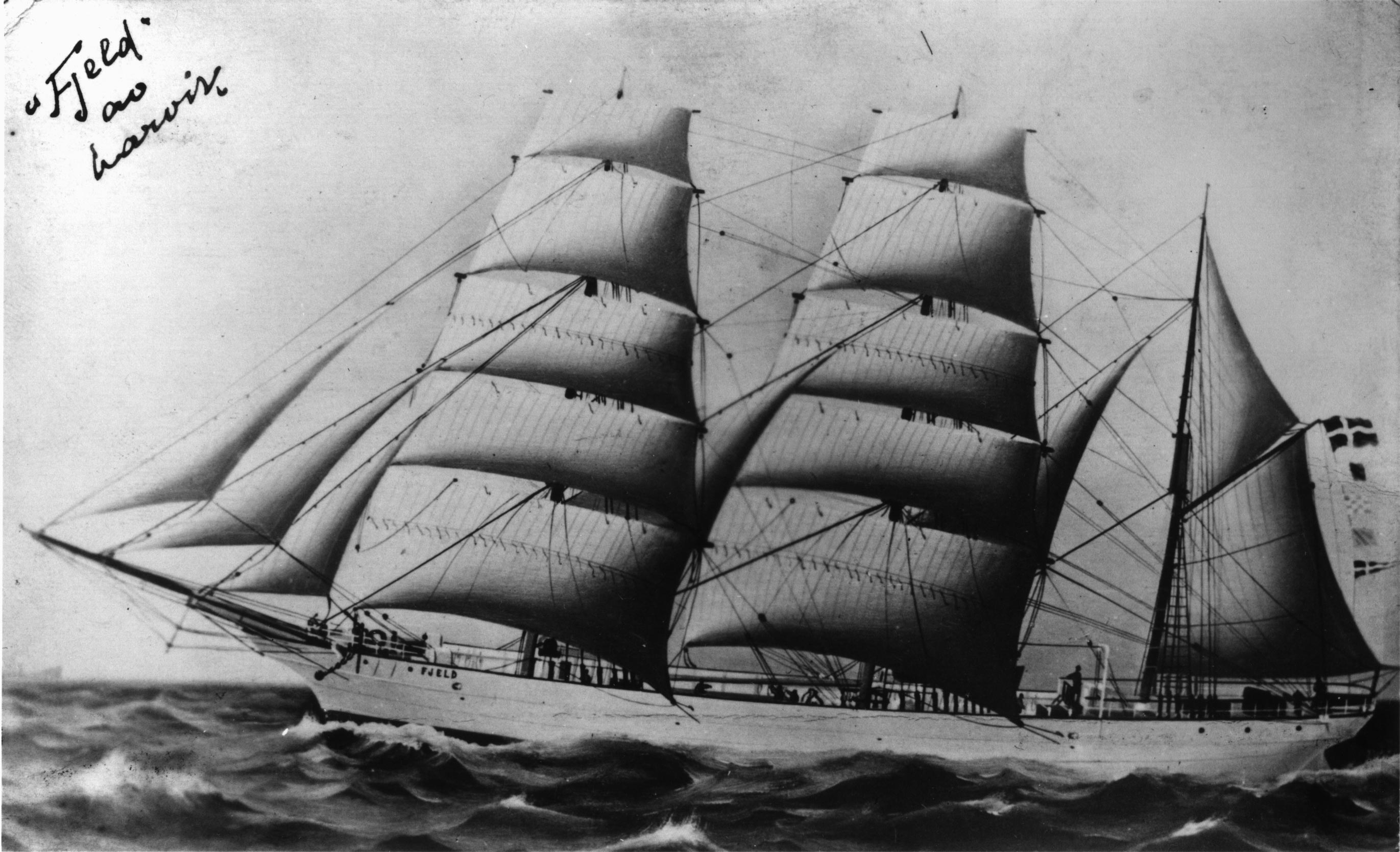
le Fjeld

En 1897, il navigue avec le nom de Fjeld sous pavillon norvégien et son port d'attache est Tønsberg.
En 1911, il est revendu à la Suède. Il est renommé Gustaf et son port d'attache est Göteborg.
En 1918, il est converti en brigantine à deux-mâts et un moteur est installé.
En 1930, il est vendu à la Finlande et reconverti en schooner.
En 1959, il est vendu à la Grèce. Il prendra successivement les noms de Christophoros, Achaeos en 1967 et Pioneer en 1969.
En 1970, sauvé de la destruction au Pirée, il est acheté par le musée maritime de San Francisco, puis revendu au Canada.
C'est en 1975 qu'il est acheté par son propriétaire actuel, le Galveston Historical Foundation. Sa coque est réparée en Grèce et il est remorqué jusqu'à Galveston en 1979 pour une longue restauration afin de retrouver sa forme originale.
En 1985, l’Elissa fait son premier voyage jusqu'à Corpus Christi au Texas.
En 1986, il participe au centenaire de la statue de la Liberté à New York.
Maintenant, tout en étant une pièce maîtresse du Texas Seaport Museum, où il est visitable quand il est à quai, l’Elissa continue à naviguer. Il est entretenu par un équipage de bénévoles.
Frappé par l'ouragan Ike en 2008, Elissa s'en tire sans trop de dégâts.